# Gymnogeophagus gymnogenys
Gymnogeophagus gymnogenys es una especie de peces de la familia Cichlidae.

## Morfología
Los machos pueden llegar alcanzar los 15 cm de longitud total.

## Distribución geográfica
Se encuentran en Sudamérica: cuenca del sistema de lagunas Patos-Merín (Brasil y Uruguay).